# Ubisoft Milan
Ubisoft Milan (handelsnaam: Ubisoft Studios SRL) is een Italiaans computerspelontwikkelaar gevestigd in Milaan. Het bedrijf werd in 1998 opgericht als ontwikkelstudio van Ubisoft.
In de beginjaren verzorgde Ubisoft Milan de Game Boy Color ports voor Ubisoft-spellen zoals Rayman, Donald Duck: Quack Attack en Rayman 2: The Great Escape. Het eerste spel volledig ontwikkeld door de Italiaanse studio was Tomb Raider: The Prophecy.

## Ontwikkelde spellen
| Release                                                | Titel                                                     | Platform |
| ------------------------------------------------------ | --------------------------------------------------------- | --- |
| 2000                                                   | Donald Duck: Quack Attack                                 | Dreamcast, Game Boy Color, Game Boy Advance, Nintendo 64, Nintendo GameCube, PlayStation, PlayStation 2, Windows |
| 2000                                                   | Rayman                                                    | Android, Atari Jaguar, DSiWare, Game Boy Advance, Game Boy Color, iOS, MS-DOS, PlayStation, Sega Saturn          |
| 2001                                                   | F1 Racing Championship                                    | Amiga, Atari ST, Dreamcast, Game Boy Color, Nintendo 64, PlayStation, PlayStation 2, Windows                     |
| 2001                                                   | Rayman 2: The Great Escape                                | Dreamcast, Game Boy Color, iOS, Nintendo 64, Nintendo DS, PlayStation, PlayStation 2, Windows                    |
| 2002                                                   | Rayman M                                                  | Nintendo GameCube, PlayStation 2, Windows, Xbox                                                                  |
| 2002                                                   | Tomb Raider: The Prophecy                                 | Game Boy Advance                                                                                                 |
| 2002                                                   | Tom Clancy's Rainbow Six: Rogue Spear                     | Dreamcast, Game Boy Advance, Mac OS, PlayStation, Windows                                                        |
| 2003                                                   | Beyond Good & Evil                                        | Nintendo GameCube, PlayStation 2, PlayStation 3, Windows, Xbox, Xbox 360                                         |
| 2004                                                   | Tom Clancy's Splinter Cell: Pandora Tomorrow              | Game Boy Advance, Mobiele telefoon, Nintendo GameCube, PlayStation 2, Windows, Xbox                              |
| 2005                                                   | Peter Jackson's King Kong: The Official Game of the Movie | Game Boy Advance, Nintendo DS, Nintendo GameCube, PlayStation 2, PlayStation Portable, Windows, Xbox, Xbox 360   |
| 2006                                                   | Tom Clancy's Splinter Cell: Double Agent                  | Nintendo GameCube, PlayStation 2, PlayStation 3, Wii, Windows, Xbox, Xbox 360                                    |
| 2008                                                   | My Secret World by Imagine                                | Nintendo DS |
| 2009                                                   | Just Dance                                                | Wii |
| 2010                                                   | My Fitness Coach 2: Exercise and Nutrition                | Wii |
| 2010                                                   | Just Dance 2                                              | Wii |
| 2010                                                   | Michael Jackson: The Experience                           | iOS, Nintendo 3DS, Nintendo DS, PlayStation 3, PlayStation Portable, PlayStation Vita, Wii, Xbox 360             |
| 2010                                                   | MotionSports                                              | Xbox 360 |
| 2011                                                   | We Dare                                                   | PlayStation 3, Wii                                                                                               |
| 2011                                                   | Raving Rabbids: Alive & Kicking                           | Xbox 360 |
| 2012                                                   | Just Dance 4                                              | PlayStation 3, Wii, Wii U, Xbox 360                                                                              |
| 2012                                                   | Assassin's Creed III: Liberation                          | PlayStation Vita, PlayStation 3, Windows, Xbox 360                                                               |
| 2013                                                   | Just Dance 2014                                           | PlayStation 3, PlayStation 4, Wii, Wii U, Xbox 360, Xbox One                                                     |
| 2013                                                   | Rabbids Big Bang                                          | Android, iOS |
| 2013                                                   | Assassin's Creed IV: Black Flag                           | PlayStation 3, PlayStation 4, Wii U, Windows, Xbox 360, Xbox One                                                 |
| 2014                                                   | Just Dance Wii U                                          | Wii U |
| 2014                                                   | Just Dance Now                                            | Android, iOS |
| 2014                                                   | Just Dance 2015                                           | PlayStation 3, PlayStation 4, Wii, Wii U, Xbox 360, Xbox One                                                     |
| 2014                                                   | Assassin's Creed Rogue                                    | PlayStation 3, Windows, Xbox 360                                                                                 |
| 2017                                                   | Tom Clancy's Ghost Recon Wildlands                        | PlayStation 4, Windows, Xbox One                                                                                 |
| 2017                                                   | Mario + Rabbids Kingdom Battle                            | Nintendo Switch                                                                                                  |
| Cursieve platforms zijn geporteerd door Ubisoft Milan. |                                                           | |